# Bernardino Landete Aragó
Bernardino Landete Aragó (Valencia, 1879-Madrid, 1968) fue un médico y científico español, considerado el pionero de la estomatología española y creador de la cirugía maxilofacial en España.

## Formación y creación de una especialidad médica
Hijo del médico valenciano Bernardino Landete Vila, en 1902 se licencia con sobresaliente en la Facultad de Medicina de la Universidad de Valencia, donde había sido un activo estudiante miembro de la Academia Médico-Escolar del Ateneo Científico. Se doctora en 1903, también con sobresaliente, en la Universidad Central de Madrid. 
Sus inicios, como médico del Cuerpo de Sanidad de la Armada (por oposición, 1903) y como médico de la Beneficencia Municipal de Madrid (por oposición, 1904), se desarrollaron en el terreno de la otorrinolaringología. Con todo, se convierte en 1904 en el primer médico en obtener el título de odontólogo, dedicándose enseguida a la cirugía maxilofacial. En 1905 es nombrado profesor jefe del servicio de Estomatología del Instituto Rubio y de 1907 a 1912 es profesor del departamento de Odontología de la Facultad de Medicina de Madrid. Con un severo caso de desfiguración facial resuelto con su habilidad quirúrgica, se presenta en el IV Congreso Dental Español celebrado en 1907 en Valencia, donde también inicia con Álvaro Chornet la que será una fructífera colaboración en torno al uso de la anestesia. En 1911 interrumpe la docencia pensionado por la Junta de Ampliación de Estudios para estudiar Prótesis Quirúrgica en Dresde, Londres y París. Con la creación en 1914 de la Escuela de Odontología de Madrid, su carrera pedagógica y académica se verá definitivamente ligada a esta institución adscrita a la Facultad de Medicina. La cátedra que ganó en el momento de crearse la Escuela fue la de Prótesis Dental. Otras tres cátedras fueron ganadas por Florestán Aguilar, Juan Mañes y Pedro Mayoral Carpintero. En 1916 es llamado a colaborar en la magna obra en tres volúmenes impulsada por Gregorio Marañón y Teófilo Hernando Manual de Medicina Interna, asignándosele el primer capítulo titulado "Enfermedades de la boca".
Hasta la Guerra Civil, Landete practica novedosas intervenciones de cirugía maxilofacial e impulsa y aporta su visión médica a la Odontología presentando el fruto de sus investigaciones en congresos especializados. Muchos de estos trabajos serán realizados con la colaboración de Álvaro Chornet y Pedro Mayoral. También publica investigaciones y hallazgos en revistas como La Odontología y Odontología Clínica, dirigidas por Florestán Aguilar y él mismo respectivamente. Traduce al castellano, también en colaboración, diferentes aportaciones científicas europeas, se relaciona con personalidades de la odontología internacional y comienza a aplicar la radiología dental en España.
Influyó decisivamente en la vocación odontológica de su hermana Josefina, una de las primeras mujeres españolas en obtener título de odontólogo.

## División y reforma en la Odontología
Hasta 1914, en España se venía produciendo una nítida separación histórica entre médicos y dentistas. Al crearse entonces la Escuela de Odontología, para obtener la titulación era necesario superar los dos primeros cursos de Medicina (más tarde serían tres) y posteriormente otros dos cursos de formación específica, pero no se trataba de una licenciatura.
Las diferentes concepciones sobre la reforma que se puso en marcha de la odontología en España llevaron a un distanciamiento de posiciones y antagonismo personal entre los catedráticos Bernardino Landete y Florestán Aguilar, creándose una auténtica división en la profesión. Aguilar (ligado a la monarquía y a la dictadura de Primo de Rivera) defendía que los dentistas debían tener su propia formación académica separados de los médicos. Por su parte, Landete se mostró siempre partidario de que la odontología formara parte, como una rama más, de la medicina, defendiendo su postura desde la Federación Estomatológica Española, de la cual fue presidente desde su fundación en 1913.
Con la instauración de la Segunda República, Landete conseguirá imponer su tesis y dejar así reformada y definida académicamente la disciplina médico-dental. Toma posesión en 1932 de la asignatura de Odontología en la Escuela de Odontología de Madrid y en febrero de 1935 es nombrado director de la Escuela. Desde su puesto, y avalado por su amplia formación, lideró el cambio que se había de operar en su área profesional y científica, siendo partidario de la doble condición dentista-médico. “Los odontólogos —afirma— sacaron la odontología de la calle y la metieron en los gabinetes dentales para salvar dientes. Nosotros, los estomatólogos, la hemos introducido en los hospitales y salvamos vidas”.

## Guerra Civil y depuración política
Hombre de ideología republicana, se encontró en la larga lista de científicos, intelectuales y simples ciudadanos españoles cogidos entre dos fuegos al estallar la Guerra Civil. Amenazado en Madrid por extremistas de izquierdas, practicó la cirugía de retaguardia en Colmenarejo al principio de la contienda y terminaría refugiándose en Valencia. Aunque finalizada la guerra intentara reanudar su actividad universitaria, su ideología y el trasfondo político del pasado enfrentamiento (de republicanos contra monárquicos) en la pugna profesional con el doctor Aguilar acabarían pasándole factura en forma de expediente disciplinario. Igualmente fueron expedientados y "depurados" otros catedráticos de la Escuela de Estomatología como Pedro Mayoral y Juan Mañes que marcharon al exilio. Si bien en defensa del doctor Landete se pronunciarían voces de prestigio durante la tramitación del proceso de depuración, el 16 de enero de 1940, el juez instructor Fernando Enríquez de Salamanca concluye:
1. Todos los cargos han quedado probados.
2. Don Bernardino Landete Aragó ha sido y es persona de ideas izquierdistas, de mentalidad liberal e inadaptado al Glorioso Movimiento Nacional.
3. Perteneció al Frente Popular hasta el 18 de julio y mantuvo amistad con Azaña (aunque haya firmado bajo juramento su apoliticismo).
4. Se movió libremente en el ambiente rojo y no colaboró con el Movimiento.
5. Deforma la verdad exigida bajo juramento.
6. Persona de tales antecedentes, de tal actuación durante la Guerra y en tal actitud hacia la nueva España no está capacitada para la delicada función de educar a la juventud española.

Propuso así al ministro Ibáñez Martín la separación definitiva del servicio al catedrático de la Escuela de Odontología de la Facultad de Medicina de Madrid. El 16 de enero de 1946 fue resuelto el expediente de depuración que le condenaría al abandono de su actividad universitaria.

## Reintegración profesional honorífica
Poco a poco fue interviniendo en actos profesionales y pronunciando conferencias, incluso en la Escuela de Estomatología.
Diez años más tarde, en agosto de 1949, un oficio del director general de Enseñanza Universitaria, trasladado al rector y al decano, daba por resuelto el expediente administrativo de 1939 y le reintegraba a su cátedra con los haberes correspondientes a su escalafón. Al contar Landete con 70 años, la reparación le llega de manera honorífica justo antes de jubilarse el 12 de octubre de ese año. El 9 de diciembre de 1949, comenzaron los actos de un homenaje al catedrático con una misa presidida por el propio juez instructor del expediente de depuración y entonces decano de la Facultad de Medicina, Fernando Enríquez de Salamanca, en la capilla de la Escuela de Estomatología de la Ciudad Universitaria.
El catedrático no pudo volver a impartir clases. Sin embargo, la Escuela de Estomatología le invitaría a impartir una lección magistral y una sesión clínica. En 1954 se crean los "Premios Landete" destinados a los tres trabajos más destacados sobre Prótesis Estomatológica.

## Otros reconocimientos

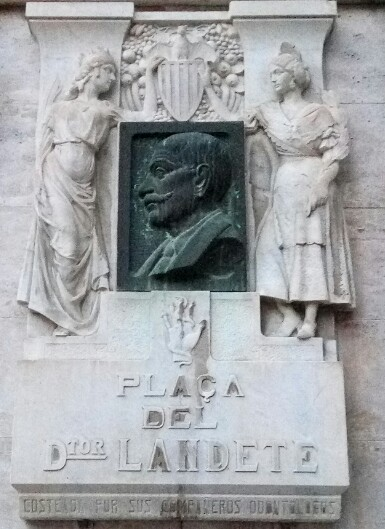
Plaza del doctor Landete en Valencia; relieve escultórico sufragado en 1923 por el colectivo de odontólogos.

La enorme popularidad ganada por Landete, no sólo en los círculos científicos, profesionales y docentes, ya propició que el 29 de julio de 1923 se le dedicara, en su ciudad natal, una importante plaza. En el acto se descubrió un relieve escultórico, sufragado por el colectivo de odontólogos, con el perfil del científico. Este agradeció el inusual gesto con una persona viva contestando a las autoridades en un discurso pronunciado en valenciano.
Al fallecer Landete el 14 de febrero de 1968 en Madrid, la Sociedad Española de Estomatología le rindió en su sede un Homenaje póstumo en memoria del querido maestro profesor Bernardino Landete el 22 de marzo de ese año. En la velada intervendrían destacados profesionales y amigos, muchos de ellos antiguos discípulos. 
En el ámbito académico, y con el nombre de Aula Bernardino Landete, se halla emplazado un activo espacio de encuentros y conferencias en la Facultad de Odontología de la Universidad Complutense de Madrid. También con el nombre Landete Aragó fue creado un premio en la Facultad de Odontología de Madrid. Este galardón fue concedido, entre otros, al odontólogo Félix Rodríguez de la Fuente al graduarse en 1957.

## Obra científica
- Bernardino Landete: Concepto clínico de la hiperclorhidria y su tratamiento. Tesis doctoral defendida el 20 de junio de 1903. Biblioteca de Tesis Doctorales y Publicaciones Académicas. Facultad de Odontología de Madrid.
- Bernardino Landete Aragó: Cirugía y Prótesis bucofacial. Actas de IV Congreso Dental Español. La Odontología, Madrid, 1907.
- Bernardino Landete Aragó y Álvaro Chornet: Indicaciones y contraindicaciones del somnoformo. Actas de IV Congreso Dental Español. La Odontología, Madrid, 1907.
- Bernardino Landete: Fístulas del mentón de origen dentario. Imprenta Clásica Española. Madrid, 1915.
- Bernardino Landete: La extracción dentaria. Progresos realizados en nuestros días. Discurso pronunciado en la sesión inaugural del curso de 1918 en el "Círculo Odontológico de Cataluña". Imprenta La Hormiga de Oro, Barcelona, 1918.
- Bernardino Landete: Adenitis submaxilares de origen dentario en los niños. Archivos españoles de pediatría. Madrid, 1918.
- Bernardino Landete: Patología del cordal. Demostración radiógraca de la exodoncia del tercer molar inferior. La Odontología (Madrid, 1919).
- Bernardino Landete: Radiografías odontológicas y su interpretación. Ponencia presentada en la Sección de Odontología del I Congreso de Ciencias Médicas (Sevilla, octubre de 1924).
- Bernardino Landete y Pedro Mayoral: Bactériothérapie et odonto-stomatologie. Masson et cie. París, 1925.
- Bernardino Landete: Las hemorragias alarmantes de la boca. Manera de prevenirlas y tratarlas (Madrid, 1928).
- Bernardino Landete y Pedro Mayoral: Introducción al estudio de la Odontología (Madrid, 1929 y 1931).
- Bernardino Landete: Apicectomie. Notre procédé opératoire en trois temps. Communication présentée au VI Congrès annuel de Stomatologie, Paris, 21-26 Octobre 1929. Revue de Stomatologie, Tomo XXI, n.º 5.  Masson et Cie. Éditeurs. París, 1930.
- Bernardino Landete y Pedro Mayoral: Vacunoterapia general y especial de las infecciones quirúrgicas y bucales. Manuel Pubil, editor. Valencia.
- Bernardino Landete: Anecdotario de Cajal. Revista de Odontología Clínica, n.º 11 (Madrid, 1934).